# Jordi Wild
Jorge Carrillo de Albornoz Torres (Manresa, 28 de agosto de 1984), conocido como Jordi Wild o Giorgio, es un youtuber, podcaster, actor y celebridad de internet español.
Su canal de YouTube El Rincón de Giorgio fue creado en marzo de 2013 y a mayo de 2025 tiene más de 12 millones de suscriptores.  Su otro canal se llama The Wild Project, y está enfocado en retransmitir su podcast, que ganó los premios Esland de 2022 y 2023 al mejor talk show.
Ha publicado cuatro libros: Sueños de Acero y Neón, Jorge Myte, agente de la P. E. M., Así es la puta vida y Anatomía del mal.

## Biografía
Jorge Carrillo de Albornoz Torres  nació el 28 de agosto de 1984 en Manresa, Barcelona.
En su etapa de colegial gustaba de participar en el teatro estudiantil, siendo ese su primer contacto con el público como artista. Después de terminar la escuela se licenció en psicología por la Universidad de Barcelona; sin embargo, no ejerce dicha profesión.

### Carrera
Creó su canal de YouTube El Rincón de Giorgio en marzo de 2013, mes en el que publicó su primer video.  Durante su carrera como youtuber ha colaborado con otros creadores de contenido de habla hispana como Luzuvlogs, Zorman y AuronPlay.
En 2016 publicó un cortometraje titulado Wild: la película.  En septiembre de 2017 tomó la decisión de dejar YouTube por un tiempo, indicando que «se sentía cansado y necesitaba un descanso»;  pero en octubre de ese mismo año regresó con un videoclip de rap denominado «YouTube: Estado Crítico», en colaboración con el rapero Dante.
En 2018 realizó el guion y participó en el casting del cortometraje Vendetta (C).  En octubre de 2019 participó en el elenco del cortometraje Ella llevaba una diadema azul.
En 2020 comenzó una serie de podcasts de entrevistas conocido como The Wild Project.  El podcast, en el que ha entrevistado a numerosas personas conocidas en diferentes campos, ha recibido múltiples críticas positivas.
En una entrevista en el sitio web de RockZone declaró que se inspiró en los podcasts de Joe Rogan y se sintió halagado por que lo llamaran el «Joe Rogan español».  En enero de 2022, The Wild Project ganó la categoría de mejor talk show del año de los Premios ESLAND en el Palacio de la Música de Barcelona, premio que repitió en enero de 2023, celebrado en el Auditorio Nacional (Ciudad de México).  En junio de 2022 celebró el episodio número 150 de su podcast con un especial en vivo que duró 25 horas ininterrumpidas.

### Ascendencia
El apellido Carrillo de Albornoz proviene de su familia paterna, cuyos antepasados ostentaron el título nobiliario del Ducado de Montemar con Grandeza de España, tal y como Jordi ha asegurado en múltiples ocasiones.  Entre las personalidades más ilustres de sus antepasados se encuentra José Carrillo de Albornoz.

### Familia
El 5 de noviembre del 2024, Jordi anunció por sus redes el fallecimiento de su padre, Jordi Carrillo de Albornoz, también conocido como Papa Giorgio, a la edad de 71 años, a causa de una sepsis/Infarto abdominal.

## Canales de YouTube

### El rincón de Giorgio
Fue abierto en marzo de 2013 y, desde entonces, se encuentra activo. En los inicios del canal, sus comentarios fueron sobre consolas y videojuegos; su primer video es una publicación en la que se habla de las generaciones de consolas de videojuegos.
A medida que su canal se fue expandiendo hacia un contenido más variado, como desafíos, reacciones, críticas y parodias, el mismo comenzó a crecer de manera exponencial, superando los 11,5 millones de suscriptores.
Desde el lanzamiento del podcast The Wild Project los vídeos de este canal se centran sobre todo en el análisis y relato de crímenes o misterios reales, y la frecuencia de publicación de los mismos ha disminuido.[cita requerida]

### The Wild Project
El canal fue creado en enero de 2020, en los inicios de la pandemia de COVID-19. Dicho por el mismo Jordi en una entrevista al medio especializado Rockzone, actualmente lo considera su nuevo canal principal, debido a la gran aceptación del público.
El podcast tiene dos formatos: The Wild Project, en el que participa un invitado en una especie de charla/entrevista, y The Wild Project Tertulia, en el que junto a dos tertulianos, como Jordi llama a sus invitados que anteriormente han sido parte del otro formato, y a su realizador y editor Nacho Amela, comentan y debaten sobre las noticias más mediáticas de la semana.
Por The Wild Project han pasado invitados bastante conocidos; entre ellos: Iker Jiménez, Gervasio Deferr, Oriol Junqueras, Andrés Iniesta, Gerard Piqué, Arturo Pérez-Reverte, Ibai Llanos, El Rubius, Willyrex, elxokas, Dross, Porta, Jorge Lorenzo, Ilia Topuria, José Luis Crespo, Carles Tamayo, IlloJuan, Ayax y Prok y Arkano.

### Dogfight Wild Tournament

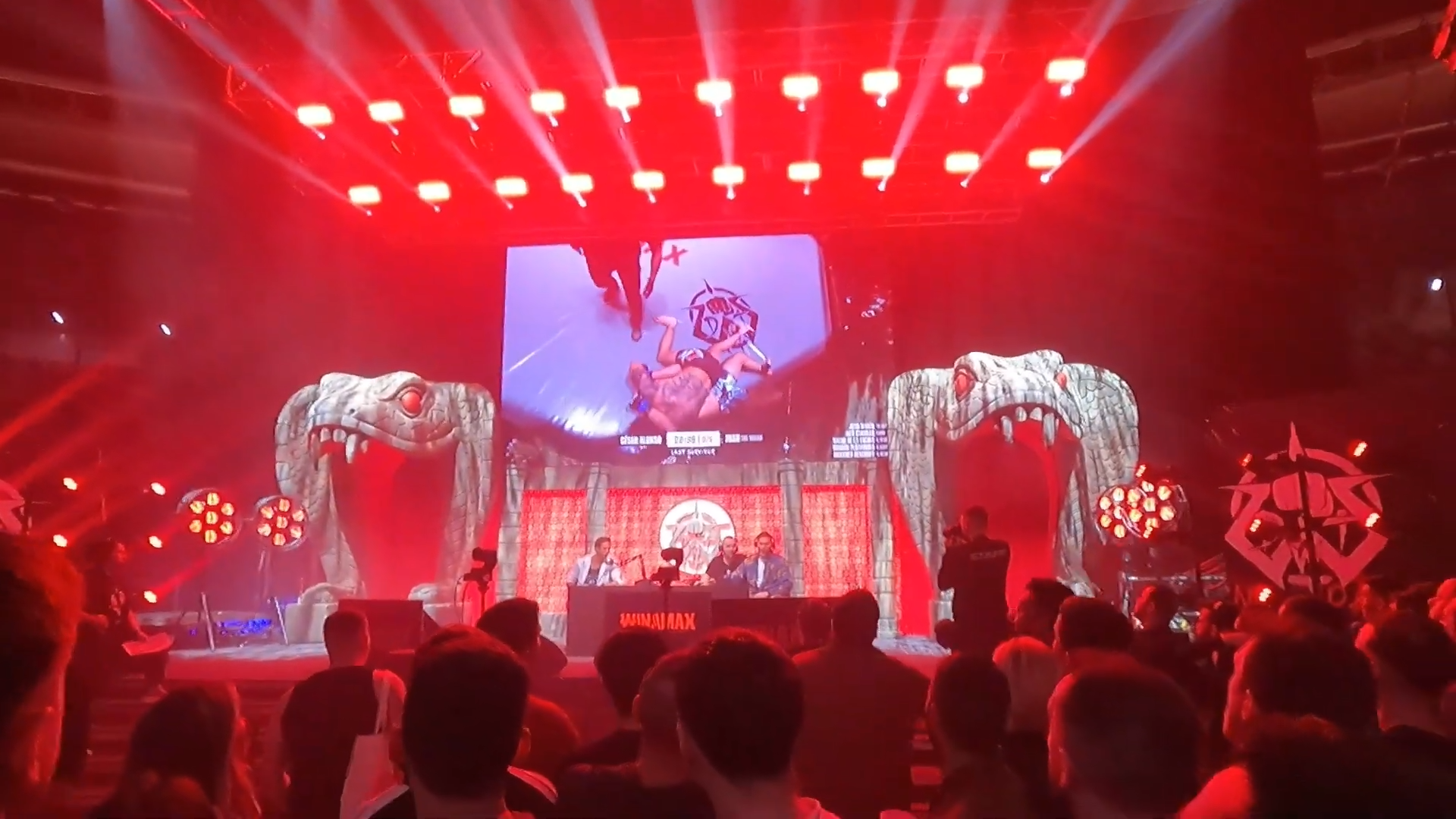
Segunda edición del Dogfight Wild Tournament en 2024. Se encuentra presente elxokas.

Es el canal del evento de lucha y combate homónimo que incluye diversas modalidades, cada una con participantes que protagonizan batallas undeground. Este incluye retransmisiones de combates de distintas modalidades, entre ellas: muerte súbita, artes marciales mixtas, bare knuckle, 2v1, pelea femenina, pelea con guantillas, David contra Goliath y una sección reservada para un torneo de guantazos.

## Premios y nominaciones
| Organización | Tipo                   | Galardón               | Razón                                                                                   |
| ------------ | ---------------------- | ---------------------- | --------------------------------------------------------------------------------------- |
| YouTube      | YouTube Creator Awards | Silver Creator Awards  | Por la cantidad de 100 000 suscriptores en su canal de Youtube El Rincón de Giorgio.    |
| YouTube      | YouTube Creator Awards | Silver Creator Awards  | Por la cantidad de 100 000 suscriptores en su canal de Youtube The Wild Project.        |
| YouTube      | YouTube Creator Awards | Gold Creator Award     | Por la cantidad de 1 000 000 suscriptores en su canal de Youtube El Rincón de Giorgio.  |
| YouTube      | YouTube Creator Awards | Gold Creator Award     | Por la cantidad de 1 000 000 suscriptores en su canal de Youtube The Wild Project.      |
| YouTube      | YouTube Creator Awards | Diamond Creator Awards | Por la cantidad de 10 000 000 suscriptores en su canal de Youtube El Rincón de Giorgio. |

| Año  | Premio                             | Categoría                                                                     | Trabajo          | Resultado | Ref.   |
| ---- | ---------------------------------- | ----------------------------------------------------------------------------- | ---------------- | --------- | ------ |
| 2022 | Premios ESLAND                     | Talk Show del Año                                                             | The Wild Project | Ganador   | [ 3 ]  |
| 2023 | Premios ESLAND                     | Talk Show del Año                                                             | The Wild Project | Ganador   | [ 36 ] |
| 2025 | Premios Ondas Globales del Podcast | Premio a la Trayectoria de la industria del Podcast en España y Latinoamérica | The Wild Project | Ganador   | [ 37 ] |

## Filmografía
| Año  | Título                        | Papel          | Ref.   |
| ---- | ----------------------------- | -------------- | ------ |
| 2016 | Wild: La Película             | Jordi Wild     | [ 13 ] |
| 2018 | Vendetta (C)                  | Tommaso Marino | [ 16 ] |
| 2019 | Ella llevaba una diadema azul | Detective      | [ 18 ] |
| 2024 | No abras la puerta            | Inquilino      | [ 38 ] |

## Libros
- Sueños de acero y neón (Planeta, 2016)[5]
- Jorgemyte, agente de la P. E. M. (Planeta, 2018)[6]
- Así es la puta vida (Plan B, 2022)[7]
- Anatomía del mal: 8 crímenes que te harán perder la fe en la humanidad (Somos B, 2024)[39]

## Discografía
- «YT: Estado Crítico» ft. Dante (sencillo)
- «Wrath Afire» ft. Blaze Out (sencillo)
- «We Are Brutal» (sencillo)
- «Hasta que arda» ft. Ikki (sencillo)